# Малоярославецька волость
Малоярославецька волость — історична адміністративно-територіальна одиниця Аккерманського повіту Бессарабської губернії.
Станом на 1886 рік — складалася з 3 поселень, 3 сільських громад. Населення — 4508 осіб (2253чоловічої статі та 2255 — жіночої), 461 дворове господарство.
|                     | Площа, десятин | У тому числі орної, дес. |
| ------------------- | -------------- | ------------------------ |
| Сільських громад    | 11625          | 5849                     |
| Приватної власності | —              | —                        |
| Казенної власності  | —              | —                        |
| Іншої власності     | —              | —                        |
| Загалом             | 11625          | 5849                     |

Поселення волості:
- Малоярославець Перший (Посталь) — колонія німців за 110 верст від повітового міста при урочищі Шамлаут, 1570 осіб, 167 дворів, лютеранська церква, школа, 3 лавки.
- Малоярославець Другий (Киргиз, Вітенберг) — колонія німців при урочищі Киргиз, 1890 осіб, 169 дворів, лютеранська церква, школа, паровий млин, лавка.
- Кацбах — колонія німців при урочищі Амаг, 1048 осіб, 125 дворів, молитовний будинок, школа, лавка.